# Ruud van Nistelrooy
Rutgerus Johannes Martinus van Nistelrooĳ (phát âm tiếng Hà Lan: [ryt vɐn 'nɪstəlroːɛi] ⓘ; sinh ngày 1 tháng 7 năm 1976), được biết đến rộng rãi hơn với tên gọi Ruud van Nistelrooy, là một huấn luyện viên bóng đá chuyên nghiệp và cựu cầu thủ người Hà Lan. Ông hiện là huấn luyện viên của câu lạc bộ Leicester City tại Premier League. Được biết đến rộng rãi với tư cách là một trong những tiền đạo xuất sắc nhất mọi thời đại, van Nistelrooy là vua phá lưới trong ba mùa giải UEFA Champions League riêng biệt và là cầu thủ ghi bàn nhiều thứ sáu trong lịch sử giải đấu với 56 bàn thắng. Ông cũng là cầu thủ ghi bàn hàng đầu ở ba giải đấu quốc nội châu Âu khác nhau. Năm 2004, ông được liệt kê trong FIFA 100, một danh sách về những cầu thủ còn sống vĩ đại nhất thế giới.
Van Nistelrooy bắt đầu sự nghiệp của mình với Den Bosch trước khi chuyển đến SC Heerenveen. Ông gây nên tên tuổi tại PSV Eindhoven, nơi ông đã giành được hai danh hiệu Eredivisie. Kỷ lục ghi bàn của ông tại PSV đã thu hút sự chú ý từ Manchester United và một thỏa thuận đã được thực hiện vào mùa hè năm 2000. Thế nhưng, do vấn đề chấn thương, ông mới có thể gia nhập Manchester United một năm sau đó với mức phí kỷ lục của Anh khi đó là 19 triệu bảng Anh. Ông đã hái gặt nhiều thành công tại United khi giành được các danh hiệu Premier League, FA Cup, Football League Cup, FA Community Shield và Cầu thủ xuất sắc nhất năm của Sir Matt Busby hai lần. Van Nistelrooy đã ghi 150 bàn thắng chỉ sau 219 trận cho United và trở thành cầu thủ ghi bàn kỷ lục mọi thời đại của câu lạc bộ tại các đấu trường châu Âu. Sau khi đánh mất sự ủng hộ tại Manchester United, Real Madrid sau đó chiêu mộ ông vào năm 2006. Mặc dù chấn thương đã phá vỡ những ngày cuối cùng của ông với Madrid, ông đã giành được hai chức vô địch La Liga và một chức vô địch Siêu cúp Tây Ban Nha trước khi ký hợp đồng với Hamburger SV trong kỳ chuyển nhượng tháng 1 năm 2010. Sau một mùa giải rưỡi với Hamburg, ông trở lại Tây Ban Nha khi gia nhập câu lạc bộMálaga vào mùa hè năm 2011. Ông đã giải nghệ với tư cách là một cầu thủ vào năm 2012.
Trên trường quốc tế, Van Nistelrooy đã đại diện cho Đội tuyển bóng đá quốc gia Hà Lan trong 70 trận và ghi 35 bàn. Ông đã từng tham gia Euro 2004, World Cup 2006 và Euro 2008 cùng với đội tuyển quốc gia trong suốt sự nghiệp.

## Sự nghiệp câu lạc bộ

### Sự nghiệp ban đầu
Sinh ra ở Oss, North Brabant, Van Nistelrooy bắt đầu sự nghiệp của mình vào năm 1993, ở tuổi 17, với đội bóng Hà Lan Eerste Divisie Den Bosch, nơi anh được chuyển đổi từ một tiền vệ trung tâm thành trung vệ, sau khi chơi cho các câu lạc bộ địa phương Nooit Gedacht và RKSV Margriet. Sau khi ghi 12 bàn sau 31 trận trong mùa giải 1996–97, anh chuyển tới Heerenveen với giá 360.000 euro vào năm sau và ghi 13 bàn sau 31 trận trong mùa giải duy nhất của anh với câu lạc bộ. Sau đó, anh được PSV Eindhoven ký hợp đồng vào mùa giải tiếp theo với giá 6,3 triệu euro, số tiền chuyển nhượng kỷ lục khi đó giữa hai đội Hà Lan.
Anh ghi 31 bàn sau 34 trận đấu, tổng số bàn thắng cao nhất mùa giải ở Eredivisie và cao thứ hai ở châu Âu nói chung, ngoài việc ghi cả ba bàn thắng cho PSV trong trận đấu với HJK Helsinki tại Champions League vào ngày 25 tháng 11 năm 1998. Van Nistelrooy đã kết thúc năm bằng việc giành giải Cầu thủ Hà Lan xuất sắc nhất năm .  Mùa giải tiếp theo, anh giành được danh hiệu ghi bàn Eredivisie thứ hai với 29 bàn thắng. Trong một cuộc phỏng vấn năm 2001 với The Daily Telegraph, huấn luyện viên Manchester United, Sir Alex Ferguson nói rằng con trai của ông, Darren, người đang thi đấu cho đối thủ của Eredivisie là Heerenveen vào thời điểm đó, cầu xin cha mình, "Cha phải ký ngay với Van Nistelrooy, anh ấy thật tuyệt vời. Chúng con đã theo dõi anh ấy." Ferguson cử đại diện của đội đến trận đấu tiếp theo của PSV và ký hợp đồng với Van Nistelrooy vào ngày hôm sau.

### Manchester United
Van Nistelrooy có vẻ sẽ hoàn thành kỷ lục câu lạc bộ 18,5 triệu bảng chuyển đến Manchester United vào mùa hè năm 2000. Anh ấy sẽ được công bố trong một cuộc họp báo bốn ngày sau đó, nhưng điều này thay vì được sử dụng để thông báo rằng vụ chuyển nhượng đã được thực hiện nhưng hoãn lại vì lo ngại về thể lực của anh ấy, vì anh đã không thi đấu trong một tháng do vấn đề với đầu gối của anh ấy. Vụ chuyển nhượng sau đó bị hủy bỏ sau khi PSV từ chối đồng ý kiểm tra y tế thêm, và ngày hôm sau anh ấy bị đứt dây chằng chéo trước đầu gối trong một buổi tập, khiến anh ấy bị chấn thương trong một năm.
Một năm sau, Van Nistelrooy ký hợp đồng 5 năm sau khi vượt qua kiểm tra y tế. Anh ấy hạ thấp khoản đầu tư 19 triệu bảng của United trước các phóng viên, nói rằng, "Cái giá phải trả không quá nặng đối với tôi - nó nâng tôi lên bởi vì điều đó có nghĩa là United rất tin tưởng vào tôi."

#### 2001–02
Van Nistelrooy đã có trận ra mắt trong trận Charity Shield với Liverpool , ghi bàn trong trận thua 2–1.  Vào ngày 19 tháng 8, Van Nistelrooy có trận ra mắt Premier League trước Fulham tại Old Trafford , và ghi hai bàn thắng để giúp United giành chiến thắng 3–2.  Anh ghi bàn thắng đầu tiên tại Champions League vào ngày 17 tháng 10 trong trận thua 3–2 trước Deportivo La Coruña .
Vào ngày 22 tháng 12, Van Nistelrooy ghi hat-trick đầu tiên ở Premier League trong chiến thắng 6–1 trước Southampton. Tại FA Cup, Van Nistelrooy bắt đầu từ băng ghế dự bị trong trận đấu ở vòng ba với Aston Villa do căng cơ háng, nhưng được tung vào sân thay Luke Chadwick trong hiệp hai với trận đấu với United 2–0 và ghi hai bàn." Những bàn thắng đẹp mắt trong vòng 3 phút để giúp United tiến vào vòng 4 với chiến thắng 3–2.
Tổng cộng trong mùa giải đầu tiên của mình, Van Nistelrooy đã ghi được 23 bàn sau 32 trận tại giải VĐQG. Anh ấy đã phá kỷ lục mà anh ấy đã chia sẻ với Mark Stein, Alan Shearer và Thierry Henry, bằng cách ghi bàn trong tám trận đấu liên tiếp. Anh cũng ghi được 10 bàn thắng tại Champions League và được bầu là Cầu thủ xuất sắc nhất của PFA.

#### 2002–03
Mùa giải tiếp theo, anh trở thành Vua phá lưới Premier League với 25 bàn sau 34 trận, với bàn thắng trong ngày cuối cùng gặp Everton, giúp anh giành được Chiếc giày vàng trước Thierry Henry của Arsenal. Anh ấy có ba cú hat-trick vào lưới Newcastle United, Fulham và Charlton Athletic. Anh ấy cũng ghi bàn trong mỗi trận đấu trong số tám trận cuối cùng của mùa giải khi United giành chức vô địch. Van Nistelrooy giành giải Cầu thủ xuất sắc nhất Premier League năm 2003. Anh ấy đã được công nhận là người dẫn đầu chiến thắng danh hiệu cho United với một bàn thắng được mô tả là "đáng kinh ngạc". Sau khi ghi 12 bàn thắng tại Champions League trong chín trận đấu liên tiếp, anh được UEFA vinh danh là tiền đạo xuất sắc nhất châu Âu.

#### 2003–04

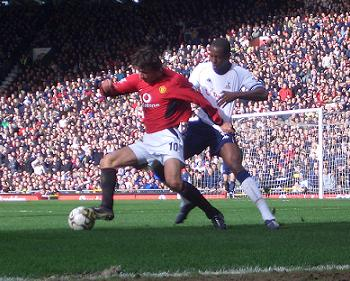
Van Nistelrooy (trái) trong trận đấu với Tottenham Hotspur năm 2004.

Van Nistelrooy bắt đầu mùa giải 2003–04 bằng việc ghi hai bàn trong hai trận đấu đầu tiên của anh. Điều này có nghĩa là anh ấy đã ghi bàn trong 10 trận liên tiếp ở giải VĐQG, sau đó là kỷ lục Premier League thời điểm đó, tồn tại cho đến năm 2015 khi Jamie Vardy ghi bàn trong 11 trận liên tiếp. Trong trận hòa 0–0 vào ngày 21 tháng 9 năm 2003, sau này được gọi là Trận chiến ở Old Trafford, Van Nistelrooy là trung tâm của một trong những sự cố khét tiếng nhất của cuộc so tài giữa Arsenal và Manchester United. Sau khi bỏ lỡ một quả phạt đền ở phút cuối cùng mà lẽ ra sẽ giành chiến thắng cho United,  Van Nistelrooy đã bị tấn công bởi Martin Keown, gây ra một cuộc hỗn chiến liên quan đến một số người chơi của cả hai bên; 5 cầu thủ Arsenal bao gồm Keown đã nhận nhiều lệnh cấm và tiền phạt, trong khi bản thân câu lạc bộ nhận khoản tiền phạt kỷ lục 175.000 bảng. Trước đó trong trận đấu, anh đã bị Patrick Vieira phạm lỗi, người đã bị đuổi khỏi sân vì một hành vi phạm lỗi có thể tính được thứ hai. Vieira và huấn luyện viên Arsène Wenger đều cáo buộc Van Nistelrooy gian lận và hành hạ Vieira, khiến Alex Ferguson lên tiếng bảo vệ.
Vào ngày 27 tháng 9, anh ghi một hat-trick vào lưới Leicester City trong chiến thắng 4–1. Anh ghi bàn thắng thứ 100 cho câu lạc bộ trong chiến thắng 4–3 đầy kịch tính trước Everton vào ngày 7 tháng 2 năm 2004.
Trong trận derby vòng 5 FA Cup với Manchester City, Van Nistelrooy ghi hai bàn để giúp Man United thắng 4–2, và một lần nữa ghi hai bàn trong trận tứ kết với Fulham khi United lội ngược dòng để giành chiến thắng 2-1. Anh ghi thêm hai bàn, trong đó có một quả phạt đền, trong chiến thắng của United trước Millwall trong trận Chung kết FA Cup năm 2004.

#### 2004–05
Van Nistelrooy đã bỏ lỡ phần lớn mùa giải 2004–05 do chấn thương, nhưng vẫn ghi được tám bàn thắng tại Champions League. Một trong số đó là bàn thắng thứ 30 trong sự nghiệp ở châu Âu, anh ghi được bàn thắng trong trận hòa 2–2 với Lyon tại vòng bảng Champions League vào ngày 15 tháng 9 năm 2004, vượt qua kỷ lục 28 bàn của câu lạc bộ trước đó của Denis Law. Law sau đó nói với các phóng viên, "Tôi rất vui cho Ruud. Điều đó không thể xảy ra với một anh chàng đẹp hơn."
Vào ngày 24 tháng 10, Arsenal trở lại Old Trafford cho một trận đấu kịch tính khác. Arsenal bước vào trận đấu với 49 trận bất bại và được mệnh danh là " Những kẻ bất khả chiến bại ", nhưng United đã giành chiến thắng với tỷ số 2–0. Van Nistelrooy đã ghi bàn mở tỷ số từ chấm phạt đền, chuộc lỗi cho quả penalty năm trước, với bàn thắng thứ hai của Wayne Rooney. Van Nistelrooy sau đó bị cấm thi đấu 3 trận vì phạm lỗi với Ashley Cole mà trọng tài đã bỏ qua.  Vào ngày 3 tháng 11, Van Nistelrooy ghi cả bốn bàn trong chiến thắng 4–1 trước Sparta Prague. Vào ngày 17 tháng 4 năm 2005, anh ghi hai bàn trong chiến thắng 4–1 trước Newcastle tại FA Cup giúp United vào bán kết, nhưng United đã thua Arsenal trong trận chung kết trên chấm phạt đền.

#### 2005–06

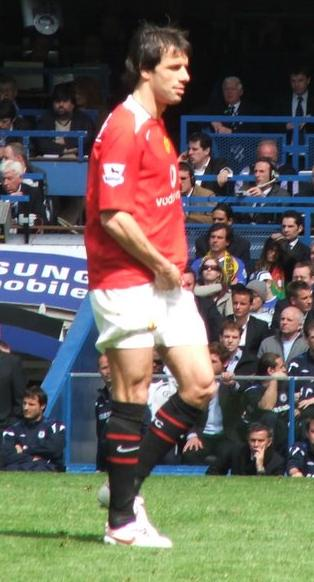
Van Nistelrooy trong trận đấu giữa Man Utd với Chelsea.

Vào đầu mùa giải 2005–06, Van Nistelrooy đã ghi bàn trong bốn trận đầu tiên của United tại Premier League. Anh kết thúc với tư cách là cầu thủ ghi bàn nhiều thứ hai giải đấu với 21 bàn thắng, sau Thierry Henry của Arsenal. Tuy nhiên, anh đã phải ngồi dự bị trong trận Chung kết Cúp Liên đoàn với Wigan Athletic, làm dấy lên suy đoán về sự rạn nứt giữa anh và Alex Ferguson, điều mà Van Nistelrooy phủ nhận. Tuy nhiên, anh ấy đã bị bỏ lại trên băng ghế dự bị trong sáu trận đấu liên tiếp, và mặc dù sau đó anh ấy đã trở lại đội hình xuất phát và ghi bàn thắng trong trận đấu với West Ham United và Bolton Wanderers, sự nghi ngờ mới lan rộng về tương lai của Van Nistelrooy khi anh được dự bị trong trận thắng cuối mùa của United trước Charlton Athletic. Ferguson cho rằng Van Nistelrooy đã tức giận với quyết định này và rời sân vận động ba giờ trước khi trận đấu bắt đầu. Vào ngày 9 tháng 5 năm 2006, có thông tin cho rằng Van Nistelrooy bị loại khỏi đội là do cuộc đánh nhau trong buổi tập giữa anh và đồng đội Cristiano Ronaldo. Van Nistelrooy bị cáo buộc chỉ trích xu hướng giữ bóng thay vì chuyền cho đồng đội của Ronaldo, điều này đã châm ngòi cho cuộc chiến, sau đó Van Nistelrooy mắng:"Đi mà khóc với bố của mày!", ám chỉ đến trợ lý người Bồ Đào Nha của United, Carlos Queiroz. Tuy nhiên, Ronaldo đã thực hiện tuyên bố theo đúng nghĩa đen và được cho là đã bật khóc kể từ khi cha anh José qua đời 8 tháng trước đó. Van Nistelrooy sau đó đã xin lỗi Ferguson về hành vi của mình trong vài tháng trước đó.
Van Nistelrooy đã ký hợp đồng với đội bóng La Liga, Real Madrid vào ngày 28 tháng 7, rời Old Trafford sau 5 mùa giải với tổng cộng 150 bàn thắng sau 219 lần ra sân, với bàn thắng cuối cùng của anh là vào ngày 1 tháng 4 trong trận gặp Bolton, ghi bàn thắng quyết định. Với 38 bàn thắng, anh cũng là cầu thủ ghi bàn nhiều thứ hai ở châu Âu mọi thời đại của câu lạc bộ, sau Wayne Rooney.

### Real Madrid

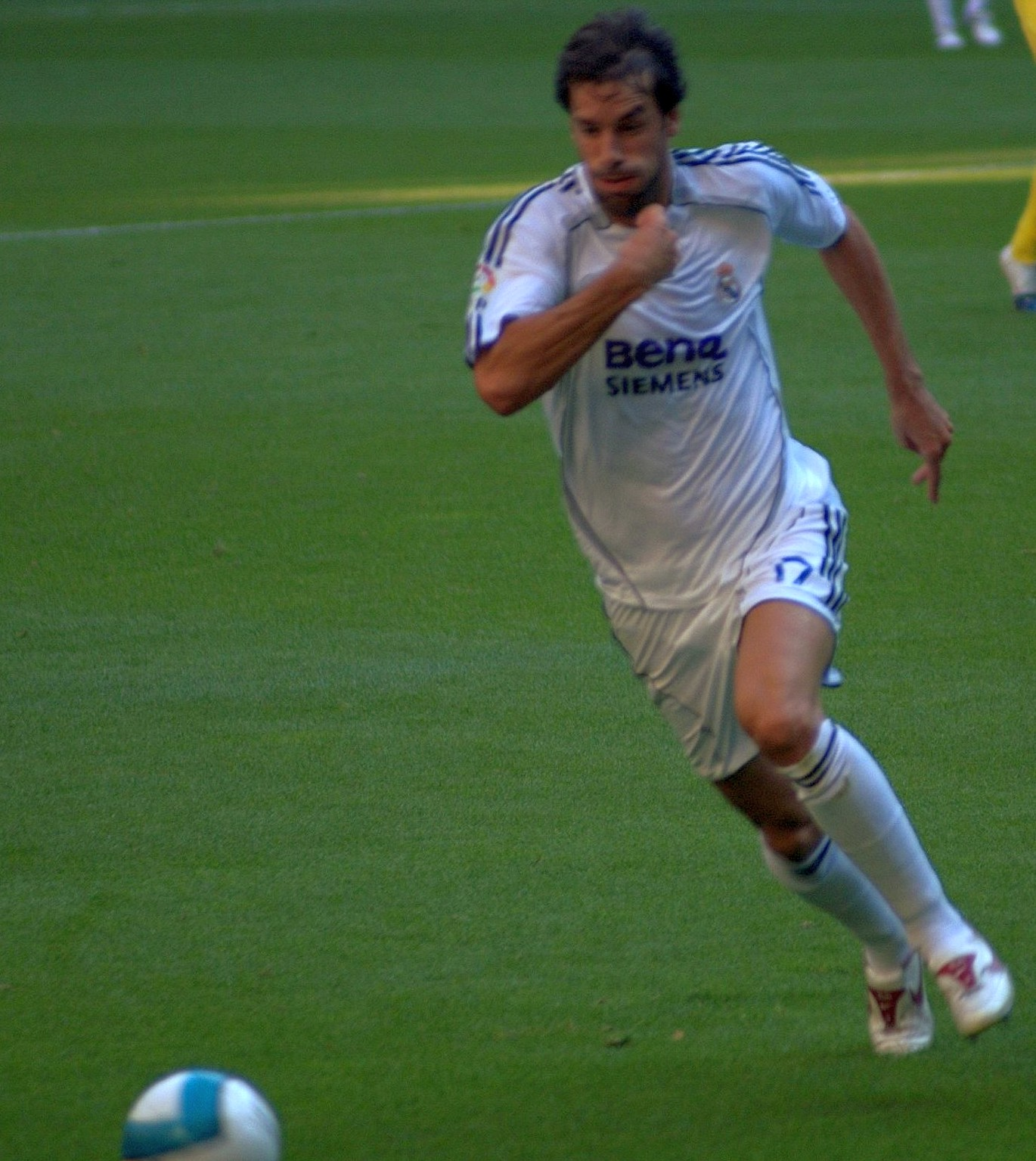
Van Nistelrooy thi đấu cho Real Madrid.

Vào ngày 15 tháng 7 năm 2006, Ferguson xác nhận rằng Van Nistelrooy muốn rời Manchester United và Real Madrid thông báo hai tuần sau đó rằng anh đã ký hợp đồng ba năm sau khi hỏi mua với giá 14 triệu euro.
Van Nistelrooy ra mắt câu lạc bộ Tây Ban Nha trong trận giao hữu thắng 1–0 trước Reggina vào ngày 4 tháng 8 năm 2006. Van Nistelrooy ghi một hat-trick trong trận đấu thứ hai với Levante và vào ngày 12 tháng 11 năm 2006, anh ghi tất cả bốn bàn thắng của Real Madrid trong chiến thắng 4–1 trước Osasuna. Trong sáu tháng đầu tiên, anh ấy là đồng đội của Ronaldo, cầu thủ mà Van Nistelrooy đánh giá là hay nhất mà anh ấy từng chơi cùng. Van Nistelrooy đã giành được giải thưởng Pichichi của giải đấu với 25 bàn thắng khi Real Madrid mang về chức vô địch 2006–07, và anh cũng đã cân bằng chuỗi ghi bàn liên tiếp dài nhất trong lịch sử La Liga với bảy trận liên tiếp, đồng thời lập kỷ lục giải đấu được chia sẻ bởi Hugo Sánchez.
Vào tháng 1 năm 2008, Van Nistelrooy đã ký một gia hạn hợp đồng giữ anh lại Madrid cho đến năm 2010, với ngày hết hạn một ngày trước sinh nhật lần thứ 34 của anh. Anh ấy đã trải qua cuộc phẫu thuật mắt cá chân vào tháng 3, và trở lại cho trận El Clásico với Barcelona vào ngày 7 tháng 5, trong đó anh ấy đã thực hiện một quả phạt đền hai phút sau khi vào sân thay người. Anh kết thúc mùa giải với 20 bàn thắng sau 33 lần ra sân.

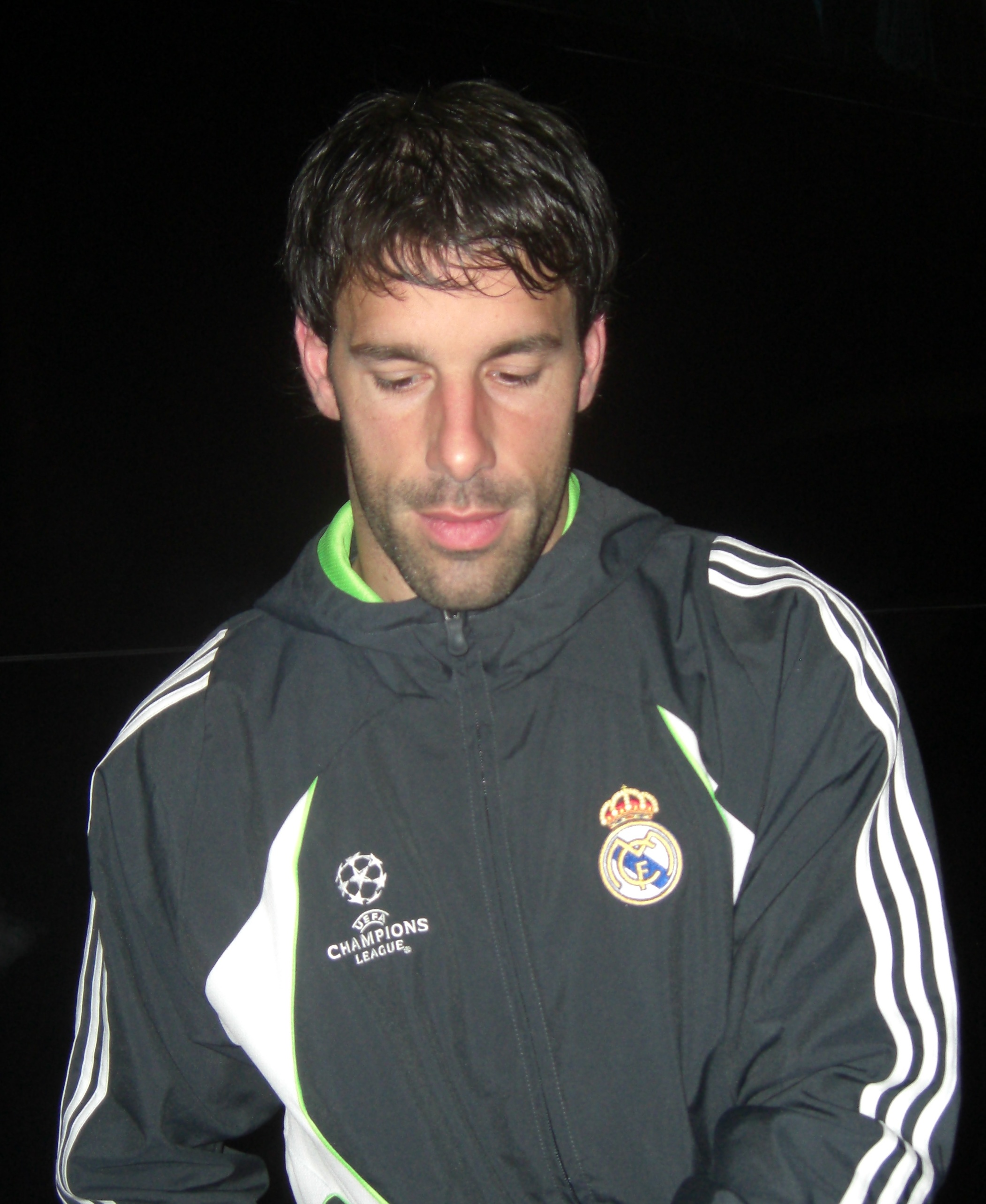
Van Nistelrooy năm 2007.

Vào tháng 11 năm 2008, Real Madrid thông báo rằng Van Nistelrooy sẽ bỏ lỡ phần còn lại của mùa giải 2008–09 sau khi phẫu thuật nội soi thăm dò phát hiện ra một phần sụn chêm ở đầu gối phải của anh ấy, với thời gian phục hồi dự kiến từ sáu đến chín tháng sau ca phẫu thuật thứ hai để sửa chữa. thiệt hại.  Van Nistelrooy đến Hoa Kỳ để gặp bác sĩ chuyên khoa Richard Steadman , người trước đó đã phẫu thuật cùng đầu gối vào năm 2000. Vào thời điểm chấn thương, anh đã có 10 bàn thắng sau 12 lần ra sân cho câu lạc bộ trong mùa giải.  Sau chấn thương, anh bị Real Madrid hủy đăng ký trong phần còn lại của mùa giải 2008–09 và số áo của anh được trao cho Dani Parejo. Vào ngày 24 tháng 8 năm 2009, trong trận đấu cuối cùng trước khi La Liga khởi tranh , Van Nistelrooy bước ra sân lần đầu tiên kể từ khi chấn thương và chơi 15 phút cuối trận gặp Rosenborg , thay cho Kaká . Van Nistelrooy vào sân thay Cristiano Ronaldo ở phút 80 trong trận đấu với Xerez trong trận đấu đầu tiên tại La Liga kể từ khi bình phục chấn thương. Ở phút 81, anh kiến tạo cho Karim Benzema ghi bàn, sau đó là bàn thắng cho riêng anh ở phút 88. Tuy nhiên, trong cuộc đình công của mình, anh ấy đã dính một chấn thương đùi, nơi mà sau đó Real Madrid tiết lộ rằng anh ấy sẽ phải nghỉ thi đấu ở đội một trong tối đa sáu tuần. Vào ngày 27 tháng 10, Van Nistelrooy đã có sự trở lại thứ hai trong mùa giải khi vào sân thay Raúl ở phút 71 trong trận đấu với Alcorcón tại Copa del Rey.

### Hamburg
Vào ngày 23 tháng 1 năm 2010, Van Nistelrooy ký hợp đồng 18 tháng với câu lạc bộ Hamburger SV của Đức cho đến tháng 6 năm 2011.  Anh ra sân lần đầu tiên cho câu lạc bộ sau khi vào sân từ băng ghế dự bị trong hai phút cuối của trận đấu trong trận hòa 3–3 của Hamburg với 1. FC Köln vào ngày 6 tháng 2. Van Nistelrooy ghi hai bàn đầu tiên cho Hamburg vào ngày 13 tháng 2 năm 2010 trước VfB Stuttgart ở các phút 75 và 77 trong chiến thắng 3–1, sau khi vào trận chỉ vài phút trước đó. Vào ngày 11 tháng 3 năm 2010, anh ghi bàn thắng đầu tiên tại UEFA Europa League ở phút 40 trong trận đấu giữa Hamburg với Anderlecht.
Van Nistelrooy ghi hat-trick duy nhất trong trận đấu với Hamburg vào ngày 15 tháng 8 năm 2010, trong chiến thắng 5–1 trước Torgelower SV Greif ở vòng đầu tiên của DFB-Pokal 2010–11. Vào ngày 21 tháng 8 năm 2010, anh ghi một cú đúp trong trận mở tỷ số mùa giải của Hamburg trước Schalke 04, mà HSV giành chiến thắng 2-1. Trong trận đấu đó, anh đã đối đầu với người bạn và đồng đội cũ của Real Madrid là Raúl, người đang có trận ra mắt Bundesliga. Trong kỳ chuyển nhượng tháng Giêng, Van Nistelrooy được cho là sẽ trở lại Real Madrid và có thể được sử dụng trong thời gian ngắn hạn để trang trải, sau chấn thương của Gonzalo Higuaín và Karim Benzema dưới thời huấn luyện viên José Mourinho .sẽ rất vui cho Van Nistelrooy gia nhập câu lạc bộ khi Mourinho để lại cửa cho anh ấy.  Van Nistelrooy thừa nhận anh ấy đã cân nhắc nghiêm túc việc chuyển trở lại câu lạc bộ nếu vụ mua bán diễn ra.  Tuy nhiên, câu lạc bộ đã từ chối lời đề nghị của Madrid đối với Van Nistelrooy, đưa ra lời cảnh báo cho câu lạc bộ vì Hamburg muốn giữ anh cho đến khi kỳ chuyển nhượng kết thúc. Mặc dù rất tức giận vì việc chuyển đến Real Madrid bị từ chối, Van Nistelrooy cho biết anh sẽ tiếp tục gắn bó với Hamburg.  Trong trận đấu giữa Hamburg và Hannover 96 vào ngày 16 tháng 4 năm 2011, Van Nistelrooy bị chấn thương bắp chân khiến anh phải ngồi ngoài cho đến ngày thi đấu cuối cùng.
Van Nistelrooy đã ghi bảy bàn và thực hiện hai pha kiến tạo sau 25 lần ra sân trong mùa giải duy nhất của anh ấy với Hamburg.

### Málaga

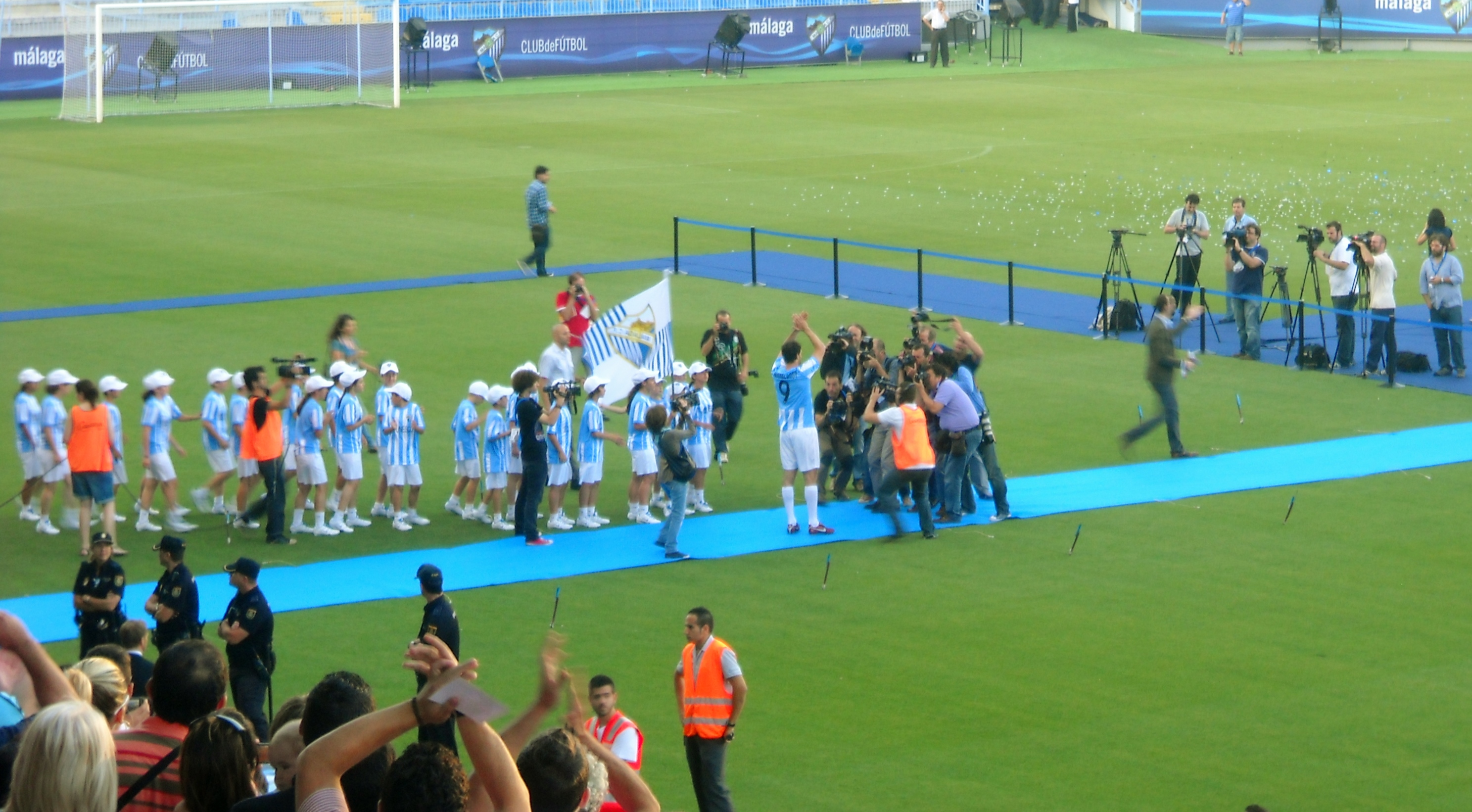
Van Nistelrooy ra mắt Málaga năm 2011.

Vào ngày 1 tháng 6 năm 2011, Van Nistelrooy trở lại Tây Ban Nha để ký hợp đồng một năm với đội bóng La Liga, Málaga, theo dạng chuyển nhượng tự do. Van Nistelrooy được ra mắt tại Sân vận động La Rosaleda khi anh được 15.000 người hâm mộ Málaga chào đón. Anh có trận ra mắt trong trận thua 2–1 trước Sevilla ở trận mở màn mùa giải 2011–12.
Van Nistelrooy ghi bàn đầu tiên vào ngày 1 tháng 10 năm 2011 trong trận đấu với Getafe. Vào ngày 21 tháng 12, trong trận đấu với cùng câu lạc bộ, anh mở tỉ số bằng cú vô lê giúp Málaga giành chiến thắng chung cuộc 3–2 tại Copa del Rey. Sau đó trong mùa giải, Van Nistelrooy ghi thêm hai bàn trong trận đấu với Espanyol và Racing Santander, với bàn thắng cuối cùng trong sự nghiệp của anh. Chỉ một ngày trước khi giải nghệ, Van Nistelrooy xuất hiện lần cuối cùng trong sự nghiệp, vào sân thay người ở phút 75 cho tay săn bàn Salomón Rondón, người đã ghi bàn thắng duy nhất trong trận đấu của Málaga với Sporting Gijón.
Vào ngày 14 tháng 5 năm 2012, Van Nistelrooy tuyên bố giã từ sự nghiệp bóng đá ở tuổi 35. Anh nói với Sport1 trước đó anh đã gợi ý rằng sự nghiệp bóng đá của anh sắp kết thúc sau khi khẳng định Málaga sẽ là câu lạc bộ cuối cùng của anh.

## Sự nghiệp quốc tế

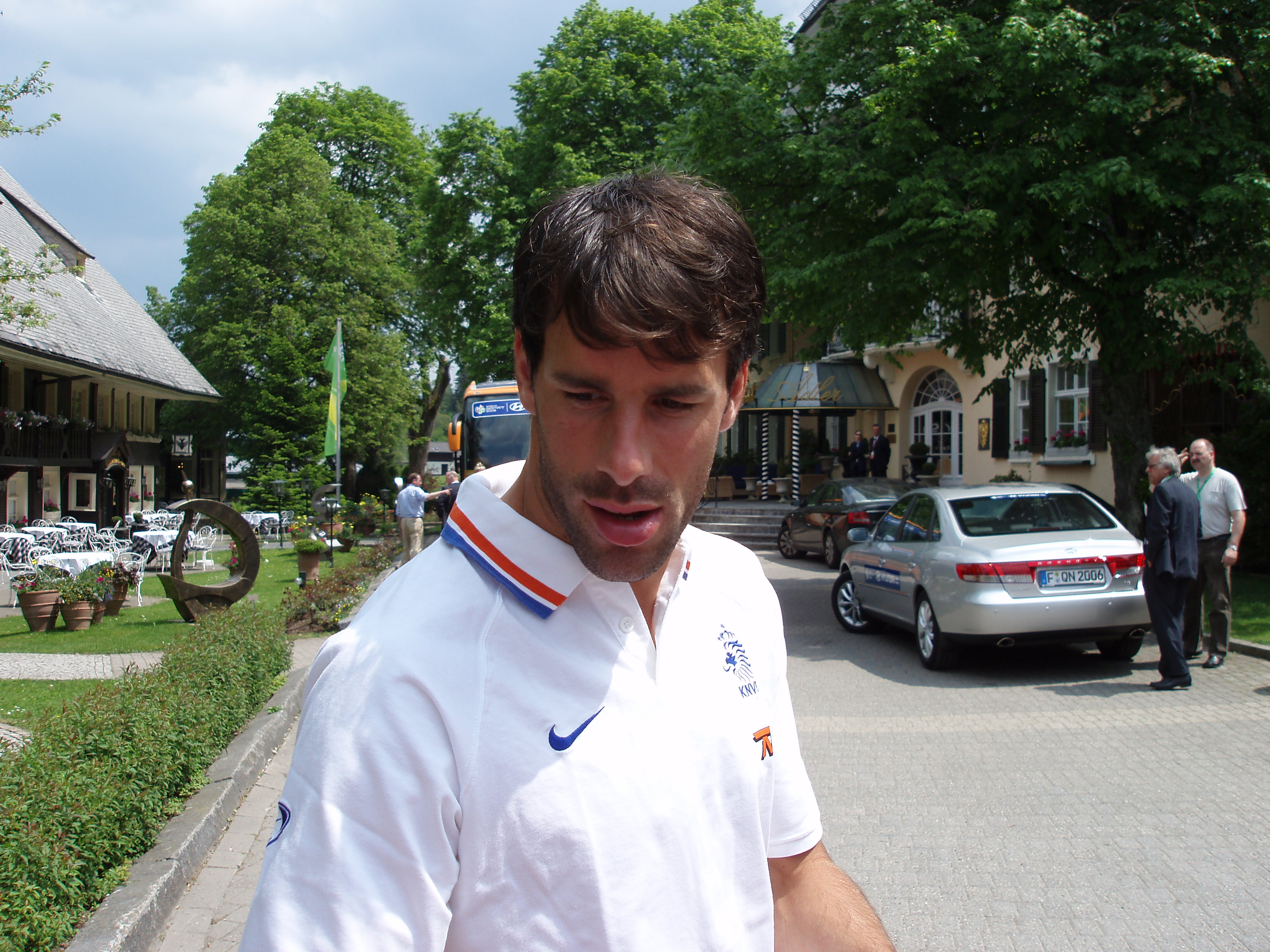
Van Nistelrooy với Hà Lan tại World Cup 2006.

Van Nistelrooy đã có 70 lần khoác áo đội tuyển và ghi được 35 bàn thắng cho Hà Lan. Anh có trận ra mắt đội tuyển quốc gia trong trận giao hữu với Đức vào ngày 18 tháng 11 năm 1998. Tuy nhiên, chấn thương dây chằng chéo sau khiến việc chuyển nhượng của anh đến Manchester United không thành đồng thời cũng khiến Van Nistelrooy bị loại khỏi Euro 2000.
Vì Hà Lan không vượt qua được vòng loại World Cup 2002, Van Nistelrooy đã không có trận đấu ra mắt cho đội tuyển Hà Lan cho đến Euro 2004, nơi anh và Milan Baroš của CH Séc là những cầu thủ duy nhất ghi bàn trong cả ba trận vòng bảng. Hà Lan lọt vào bán kết, nơi họ bị đánh bại bởi chủ nhà Bồ Đào Nha với tỷ số 2-1. Van Nistelrooy có tên trong đội hình toàn sao của giải đấu.
Trong trận đấu ở vòng loại World Cup 2006, anh ghi bàn trong chiến thắng 4–0 của Hà Lan trước Andorra , đội xếp cuối bảng và bị thẻ vàng vì đi với cầu thủ Andorra, Antoni Lima và ăn mừng trước mặt anh ta, sau sự cố sáu phút trước khi Van Nistelrooy bỏ lỡ một quả phạt đền và Lima đã cười vào mặt anh ta.  Anh là một phần trong đội hình của huấn luyện viên Marco van Basten cho vòng chung kết World Cup 2006, mà anh giữ vai trò là đại sứ chính thức của FIFA / SOS.  Anh ấy bắt đầu, và được thay ra, trong tất cả các trận đấu vòng bảng của Hà Lan, và ghi bàn thắng duy nhất của mình vào lưới Bờ Biển Ngà. Van Nistelrooy đã bị Van Basten tung lên băng ghế dự bị mà không có lời giải thích nào trong trận đấu vòng hai của Hà Lan, trận đấu khiến họ một lần nữa bị loại bởi Bồ Đào Nha.

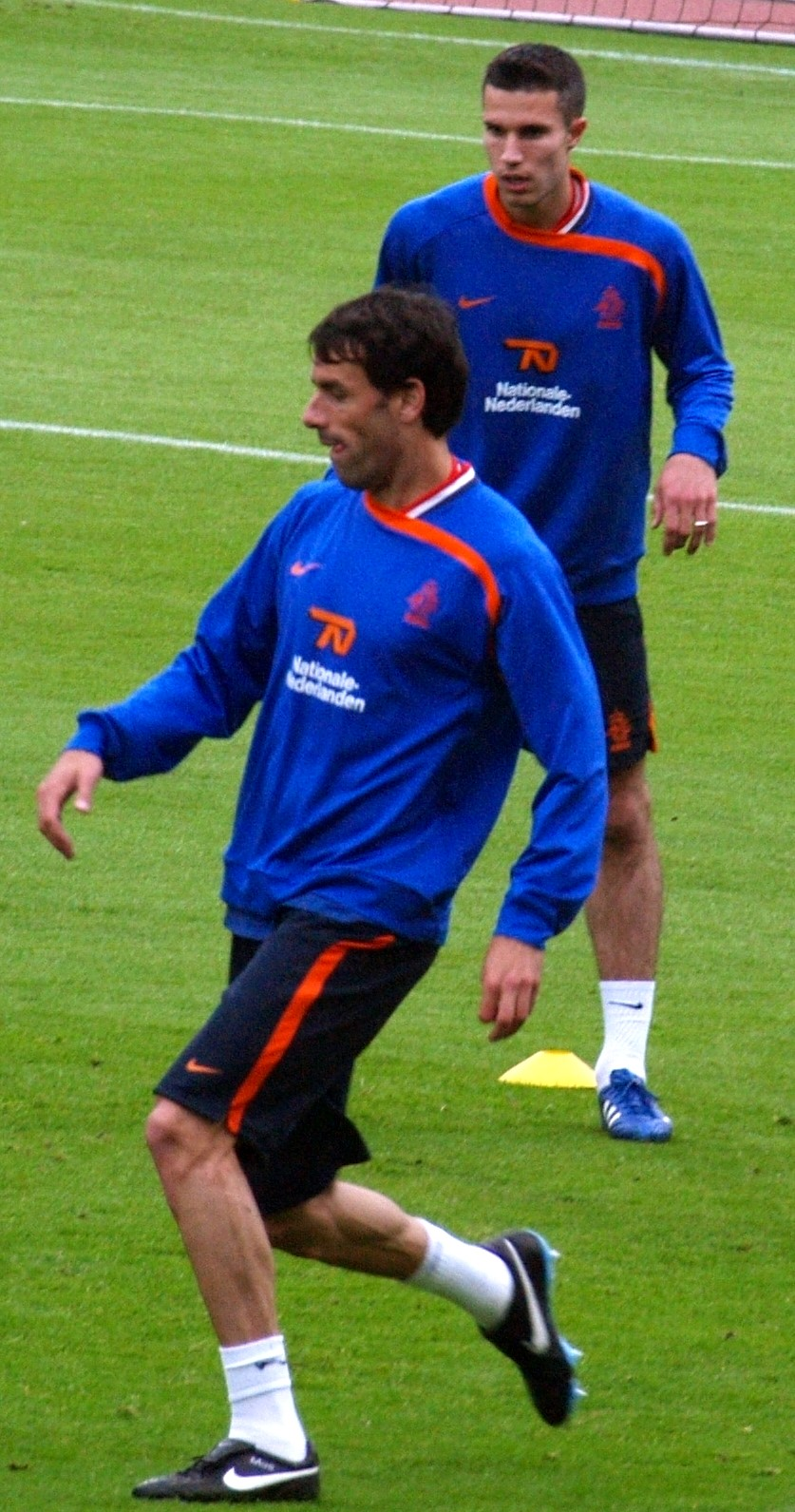
Ruud van Nistelrooy (phía trước) với Robin van Persie năm 2008.

Van Basten đã loại tiền đạo này ra khỏi danh sách trong trận giao hữu với Cộng hòa Ireland vào ngày 16 tháng 8 năm 2006.  Dirk Kuyt thay thế Van Nistelrooy trong trận đấu tiếp theo của họ với Bồ Đào Nha vào tháng 9.  Sau khi Klaas-Jan Huntelaar không thể tham dự vòng loại Euro 2008 gặp Bulgaria và Belarus vì chấn thương, Van Nistelrooy đã từ chối yêu cầu của Van Basten để thay thế anh trong danh sách.
Vào ngày 23 tháng 1 năm 2007, Van Nistelrooy tuyên bố từ giã sự nghiệp thi đấu quốc tế sau khi tiếp tục tranh chấp với Van Basten, trận đấu bắt đầu từ năm 2006 trong quá trình diễn ra các trận chung kết World Cup. Tuy nhiên, sau vài lần trò chuyện qua điện thoại và trước sự thuyết phục của thủ môn kỳ cựu Edwin van der Sar, cả cầu thủ và huấn luyện viên đều gạt bỏ những khác biệt của họ. 4 tháng sau, Van Basten thông báo rằng Van Nistelrooy sẽ trở lại Oranje. Vào ngày 8 tháng 9, Van Nistelrooy điền vào vị trí của Huntelaar, như được yêu cầu trước đó, cho vòng loại với Bulgaria, ghi bàn trong chiến thắng 2–0, và ghi bàn thắng quyết định 4 ngày sau đó ở phút bù giờ của trận thắng Albania của Hà Lan.
Tại Euro 2008, Van Nistelrooy ghi bàn cho Hà Lan trong chiến thắng quyết định 3–0 trước Ý ở vòng bảng, và ghi bàn gỡ hòa trong trận thua 3–1 trước Nga ở tứ kết. Vào ngày 4 tháng 8, anh một lần nữa tuyên bố từ giã sự nghiệp thi đấu quốc tế.
Trong quá trình chuẩn bị cho World Cup 2010, Van Nistelrooy một lần nữa được ra sân, nhưng bị huấn luyện viên mới Bert van Marwijk của Hà Lan gạt ra ngoài. Sau khi bị loại khỏi World Cup, Van Nistelrooy cho biết anh không còn lựa chọn nào khác ngoài việc đối mặt với sự thật rằng sự nghiệp quốc tế của mình đã kết thúc.
Sau khi tiền đạo chủ lực Robin van Persie dính chấn thương trong trận đấu với câu lạc bộ Arsenal, Van Marwijk đã trao cơ hội cho Van Nistelrooy trở lại vị trí tiền đạo chủ lực của ĐTQG Hà Lan. Van Nistelrooy đã được triệu tập tham dự hai trận đấu vòng loại bảng E của Hà Lan cho Euro 2012 gặp San Marino và Phần Lan. Anh ghi bàn trong chiến thắng 5–0 trước San Marino vào ngày 3 tháng 9 năm 2010.
Van Nistelrooy một lần nữa được triệu tập trở lại đội tuyển vào tháng 3 năm 2011 cho hai trận đấu ở vòng loại Euro 2012 với Hungary, sau chấn thương của các tiền đạo Klaas-Jan Huntelaar, Arjen Robben và Theo Janssen. Trong trận đấu trên sân khách vào ngày 25 tháng 3, anh ấy xuất hiện với tư cách là người thay thế muộn cho Dirk Kuyt trong khi trong trận lượt về ở Amsterdam bốn ngày sau, anh ấy vào sân từ băng ghế dự bị để ghi bàn thắng quốc tế thứ 35 của mình. Nói thêm rằng thật là "tuyệt vời khi có thể thêm gì đó vào Oranje", như anh nói với Berend Scholten.

## Phong cách thi đấu
Là một tay săn bàn có hiệu suất ghi bàn cao, Van Nistelrooy được biết đến là người cực kỳ cẩn thận và cơ hội trước khung thành, và nổi bật trong suốt sự nghiệp của mình nhờ khả năng nổi bật và khả năng dứt điểm bằng cả hai chân cũng như bằng đầu. của những tiền đạo xuất sắc nhất trong thế hệ của anh ấy. Nhờ khả năng chọn vị trí tuyệt vời, phản ứng nhanh và di chuyển tấn công thông minh, anh ấy rất xuất sắc trong việc tìm kiếm khoảng trống trong vòng cấm và ở đoán trước đối thủ của mình với bóng, và cũng được biết đến với khả năng căn cứ vào thời gian để đánh mất dấu ấn, phá bẫy việt vị và nhận đường chuyền của đồng đội; khuynh hướng đi đúng nơi, đúng lúc trong vòng cấm khiến anh thỉnh thoảng bị gán cho là "kẻ rình rập" trên các phương tiện truyền thông.
Là một tiền đạo toàn diện, ngoài khả năng ghi bàn, Van Nistelrooy còn có năng khiếu về tốc độ, thể lực và sức mạnh sút xa, cũng như kỹ năng kỹ thuật tuyệt vời và khả năng giữ bóng bằng lưng về phía khung thành và liên kết với đồng đội của anh ấy hoặc cung cấp cho họ sự hỗ trợ, do khả năng đọc trận đấu của anh ấy. Anh ấy cũng là một người thực hiện quả phạt đền chính xác. Tuy nhiên, bất chấp tài năng và khả năng săn bàn của mình, đôi khi anh ấy đã bị các huấn luyện viên, cầu thủ và các chuyên gia chỉ trích vì hành vi gây tranh cãi của mình, cũng như có xu hướng ích kỷ, khoa trương quá mức hoặc sở thích giả vờ ngã .

## Mâu thuẫn với Cristiano Ronaldo và Sir Alex Ferguson
Ở giai đoạn 2003-2006, khi Cristiano Ronaldo mới gia nhập Manchester United từ Sporting Lisbon, anh vẫn là một cầu thủ chạy cánh đơn thuần và có một lối chơi màu mè, rườm rà thiếu hiệu quả, ít chịu chuyền bóng cho đồng đội. Van Nistelrooy khó chịu ra mặt với cầu thủ người Bồ Đào Nha vì anh bị ám ảnh với việc cạnh tranh danh hiệu "Chiếc giày vàng Premier League" cùng với một chân sút khét tiếng khác của giải đấu là Thierry Henry và chính lối chơi của Ronaldo có phần gây khó khăn cho mục tiêu của anh. Anh thường xuyên bắt nạt Ronaldo trong những buổi tập với đỉnh điểm là câu nói khiến cầu thủ người Bồ Đào Nha chực trào nước mắt: "Mày về mà khóc với bố mày ấy!", mặc dù người bố mà Van Nistelrooy ám chỉ không phải là người bố đã khuất của Ronaldo - ông José Dinis Aveiro - mà là trợ lý huấn luyện viên của Manchester United thời điểm đó - ông Carlos Queiroz. Đến thời điểm đó anh đã bị chính Sir Alex Ferguson chống lại và ra sức bảo vệ Ronaldo. Tại trận chung kết League Cup mùa giải 2005-06, khi Manchester United đã dẫn trước Wigan Athletic 4-0 thì huyến luyện viên Ferguson thay trung vệ Nemanja Vidić vào sân ở phút 83 và bỏ Van Nistelrooy ở trên băng ghế dự bị. Lúc đó, Van Nistelrooy đã không kiềm chế được bản thân và đã chửi thẳng mặt vị huấn luyện viên người Scotland khiến ông giận đến đỏ mặt. Ferguson liền nói rằng: "Hết rồi Ruud! Thời gian của cậu tại câu lạc bộ này đã hết!". Ngay đầu mùa hè năm 2006, anh bị bán sang Real Madrid với giá chỉ 15 triệu euro. Sau này, Sir Alex Ferguson đã có chia sẻ về Van Nistelrooy: "Ruud (Van Nistelrooy) là cầu thủ ích kỷ nhất mà tôi được chứng kiến. Cậu ta chỉ quan tâm đến việc mình đã ghi được bao nhiêu bàn thắng mà không cần quan tâm đến việc xây dựng lối chơi của đội bóng."

## Sự nghiệp huấn luyện

### U-17 PSV
Vào ngày 22 tháng 6 năm 2013, Van Nistelrooy gia nhập PSV với tư cách là một huấn luyện viên thực tập làm việc với các cầu thủ trẻ U-17. Anh được tiết lộ là huấn luyện viên tiền đạo mới của lứa tuổi U-17, U-19 và đội dự bị vào tháng 2 năm 2016.

### Hà Lan
Vào tháng 3 năm 2014, có thông báo rằng Van Nistelrooy sẽ làm trợ lý Guus Hiddink sau World Cup 2014 .

### U-19 PSV
Vào ngày 25 tháng 6 năm 2018, Van Nistelrooy trở thành huấn luyện viên mới của đội U-19 PSV, thay cho Mark van Bommel, người đã để lại vai trò cho đội một.
Vào tháng 12 năm 2019, người ta đã xác nhận rằng Van Nistelrooy bên cạnh vị trí của anh ấy tại PSV, cũng đã được bổ sung vào đội ngũ nhân viên phòng sau của Ronald Koeman với tư cách trợ lý giám đốc cùng với Maarten Stekelenburg trước thềm Euro 2020, sau khi Kees van Wonderen gần đây đã rời vị trí này.

### Manchester United
Vào ngáy 12 tháng 7 năm 2024, ông được bầu làm trợ lý cho huấn luyện viên Erik ten Hag  thay thế cho trợ lý của đội trước đó là Michell van der Gaar.
Vào ngày 28 tháng 10 năm 2024, sau khi Manchester United chính thức chia tay huấn luyện viên Erik ten Hag sau những trận thua bết bát gần đây, ông chính thức được chọn là huấn luyện viên tạm thời của câu lạc bộ này.

## Ngoài bóng đá

### Đời sống cá nhân
Van Nistelrooy kết hôn với bạn gái của mình, Leontien Slaats, vào tháng 7 năm 2004. Cặp đôi có con đầu lòng, một bé gái tên là Moa Annette, vào tháng 9 năm 2006, và một con trai tên Liam vào tháng 3 năm 2008. Van Nistelrooy lớn lên với tư cách một người Công giáo La Mã.

### Từ thiện
Van Nistelrooy và vợ đều tham gia rất nhiều vào tổ chức từ thiện Làng trẻ em SOS. Tổ chức đã ra đời từ năm 1949 và là một tổ chức từ thiện phát triển quốc tế nhằm bảo vệ lợi ích và quyền của trẻ em. Van Nistelrooy chính thức được bổ nhiệm làm Đại sứ "FIFA cho các làng trẻ em SOS" tại Hà Lan vào ngày 1 tháng 9 năm 2001.
Vào ngày 17 tháng 11 năm 2009, Van Nistelrooy và vợ đã tổ chức SOS tại Ciudad Real Madrid . Mục đích của sự kiện là giúp tạo ra một cuốn lịch được bán để mang lại lợi ích cho tổ chức.

### Tài trợ
Van Nistelrooy được tài trợ bởi hãng đồ thể thao Nike và xuất hiện trong các quảng cáo của Nike. Trong một chiến dịch quảng cáo toàn cầu của Nike trước thềm World Cup 2002 ở Hàn Quốc và Nhật Bản, anh ấy đã đóng vai chính trong một quảng cáo "Secret Tournament" (mang nhãn hiệu "Scorpion KO") do Terry Gilliam đạo diễn, xuất hiện cùng với các cầu thủ bóng đá như Thierry Henry, Ronaldo, Edgar Davids, Fabio Cannavaro, Francesco Totti, Ronaldinho, Luís Figo và Hidetoshi Nakata, cùng với cựu danh thủ Eric Cantona là "trọng tài" của giải đấu.

### Sự nghiệp truyền thông
Trong suốt FIFA World Cup 2014, Van Nistelrooy làm việc với tư cách là nhà phân tích trường quay cho ESPN.

## Thống kê sự nghiệp

### Sự nghiệp cầu thủ

#### Câu lạc bộ
| Câu lạc bộ          | Mùa giải            | Giải vô địch        | Giải vô địch | Giải vô địch | Cúp quốc gia | Cúp quốc gia | Cúp liên đoàn | Cúp liên đoàn | Châu Âu | Châu Âu | Khác | Khác | Tổng cộng | Tổng cộng |
| Câu lạc bộ          | Mùa giải            | Hạng đấu            | Trận         | Bàn          | Trận         | Bàn          | Trận          | Bàn           | Trận    | Bàn     | Trận | Bàn  | Trận      | Bàn       |
| ------------------- | ------------------- | ------------------- | ------------ | ------------ | ------------ | ------------ | ------------- | ------------- | ------- | ------- | ---- | ---- | --------- | --------- |
| Den Bosch           | 1993–94             | Eerste Divisie      | 2            | 0            | 0            | 0            | —             | —             | —       | —       | —    | —    | 2         | 0         |
| Den Bosch           | 1994–95             | Eerste Divisie      | 15           | 3            | 2            | 3            | —             | —             | —       | —       | –    | –    | 17        | 6         |
| Den Bosch           | 1995–96             | Eerste Divisie      | 21           | 2            | 0            | 0            | —             | —             | —       | —       | —    | —    | 21        | 2         |
| Den Bosch           | 1996–97             | Eerste Divisie      | 31           | 12           | 0            | 0            | —             | —             | —       | —       | —    | —    | 31        | 12        |
| Den Bosch           | Tổng cộng           | Tổng cộng           | 69           | 17           | 2            | 3            | —             | —             | —       | —       | —    | —    | 71        | 20        |
| Heerenveen          | 1997–98             | Eredivisie          | 31           | 13           | 5            | 3            | —             | —             | 4       | 0       | —    | —    | 40        | 16        |
| PSV Eindhoven       | 1998–99             | Eredivisie          | 34           | 31           | 4            | 4            | —             | —             | 7       | 6       | 1    | 0    | 46        | 41        |
| PSV Eindhoven       | 1999–2000           | Eredivisie          | 23           | 29           | 1            | 0            | —             | —             | 8       | 3       | —    | —    | 32        | 32        |
| PSV Eindhoven       | 2000–01             | Eredivisie          | 10           | 2            | 2            | 2            | —             | —             | —       | —       | —    | —    | 12        | 4         |
| PSV Eindhoven       | Tổng cộng           |                     | 67           | 62           | 9            | 4            | —             | —             | 15      | 9       | —    | —    | 90        | 77        |
| Manchester United   | 2001–02             | Premier League      | 32           | 23           | 2            | 2            | 0             | 0             | 14      | 10      | 1    | 1    | 49        | 36        |
| Manchester United   | 2002–03             | Premier League      | 34           | 25           | 3            | 4            | 4             | 1             | 11      | 14      | 0    | 0    | 52        | 44        |
| Manchester United   | 2003–04             | Premier League      | 32           | 20           | 4            | 6            | 0             | 0             | 7       | 4       | 1    | 0    | 44        | 30        |
| Manchester United   | 2004–05             | Premier League      | 17           | 6            | 3            | 2            | 0             | 0             | 7       | 8       | 0    | 0    | 27        | 16        |
| Manchester United   | 2005–06             | Premier League      | 35           | 21           | 2            | 0            | 2             | 1             | 8       | 2       | 0    | 0    | 47        | 24        |
| Manchester United   | Tổng cộng           | Tổng cộng           | 150          | 95           | 14           | 14           | 6             | 2             | 47      | 38      | 2    | 1    | 219       | 150       |
| Real Madrid         | 2006–07             | La Liga             | 37           | 25           | 3            | 2            | —             | —             | 7       | 6       | 0    | 0    | 47        | 33        |
| Real Madrid         | 2007–08             | La Liga             | 24           | 16           | 1            | 0            | —             | —             | 7       | 4       | 1    | 0    | 33        | 20        |
| Real Madrid         | 2008–09             | La Liga             | 6            | 4            | 0            | 0            | —             | —             | 4       | 3       | 2    | 3    | 12        | 10        |
| Real Madrid         | 2009–10             | La Liga             | 1            | 1            | 2            | 0            | —             | —             | 1       | 0       | 0    | 0    | 4         | 1         |
| Real Madrid         | Tổng cộng           | Tổng cộng           | 68           | 46           | 6            | 2            | —             | —             | 19      | 13      | 3    | 3    | 96        | 64        |
| Hamburger SV        | 2009–10             | Bundesliga          | 11           | 5            | 0            | 0            | —             | —             | 7       | 2       | 0    | 0    | 18        | 7         |
| Hamburger SV        | 2010–11             | Bundesliga          | 25           | 7            | 1            | 3            | —             | —             | —       | —       | —    | —    | 26        | 10        |
| Hamburger SV        | Tổng cộng           | Tổng cộng           | 36           | 12           | 1            | 3            | —             | —             | 7       | 2       | 0    | 0    | 44        | 17        |
| Málaga              | 2011–12             | La Liga             | 28           | 4            | 4            | 1            | —             | —             | —       | —       | —    | —    | 32        | 5         |
| Tổng cộng sự nghiệp | Tổng cộng sự nghiệp | Tổng cộng sự nghiệp | 449          | 249          | 41           | 30           | 6             | 2             | 88      | 62      | 5    | 4    | 592       | 349       |

### Đội tuyển quốc gia
| Đội tuyển quốc gia | Năm       | Tổng cộng | Tổng cộng |
| Đội tuyển quốc gia | Năm       | Trận      | Bàn       |
| ------------------ | --------- | --------- | --------- |
| Hà Lan             | 1998      | 1         | 0         |
| Hà Lan             | 1999      | 8         | 1         |
| Hà Lan             | 2000      | 1         | 0         |
| Hà Lan             | 2001      | 7         | 7         |
| Hà Lan             | 2002      | 4         | 1         |
| Hà Lan             | 2003      | 8         | 5         |
| Hà Lan             | 2004      | 11        | 6         |
| Hà Lan             | 2005      | 9         | 5         |
| Hà Lan             | 2006      | 5         | 3         |
| Hà Lan             | 2007      | 5         | 2         |
| Hà Lan             | 2008      | 5         | 3         |
| Hà Lan             | 2010      | 3         | 1         |
| Hà Lan             | 2011      | 3         | 1         |
| Tổng cộng          | Tổng cộng | 70        | 35        |

| #  | Thời gian            | Địa điểm                                                   | Đối thủ     | Bàn thắng | Kết quả | Giải đấu                 |
| -- | -------------------- | ---------------------------------------------------------- | ----------- | --------- | ------- | ------------------------ |
| 1  | 28 tháng 4 năm 1999  | Gelredome, Arnhem, Hà Lan                                  | Maroc       | 1–2       | 1–2     | Giao hữu                 |
| 2  | 25 tháng 4 năm 2001  | Sân vận động Philips, Eindhoven, Hà Lan                    | Síp         | 4–0       | 4–0     | Vòng loại World Cup 2002 |
| 3  | 2 tháng 6 năm 2001   | Sân vận động Lilleküla, Tallinn, Estonia                   | Estonia     | 2–2       | 2–4     | Vòng loại World Cup 2002 |
| 4  | 2 tháng 6 năm 2001   | Sân vận động Lilleküla, Tallinn, Estonia                   | Estonia     | 2–3       | 2–4     | Vòng loại World Cup 2002 |
| 5  | 15 tháng 8 năm 2001  | White Hart Lane, Luân Đôn, Anh                             | Anh         | 0–2       | 0–2     | Giao hữu                 |
| 6  | 5 tháng 9 năm 2001   | Sân vận động Philips, Eindhoven, Hà Lan                    | Estonia     | 5–0       | 5–0     | Vòng loại World Cup 2002 |
| 7  | 6 tháng 10 năm 2001  | Gelredome, Arnhem, Hà Lan                                  | Andorra     | 3–0       | 4–0     | Vòng loại World Cup 2002 |
| 8  | 6 tháng 10 năm 2001  | Gelredome, Arnhem, Hà Lan                                  | Andorra     | 4–0       | 4–0     | Vòng loại World Cup 2002 |
| 9  | 20 tháng 11 năm 2002 | Arena AufSchalke, Gelsenkirchen, Đức                       | Đức         | 1–3       | 1–3     | Giao hữu                 |
| 10 | 29 tháng 3 năm 2003  | De Kuip, Rotterdam, Hà Lan                                 | Séc         | 1–0       | 1–1     | Vòng loại Euro 2004      |
| 11 | 2 tháng 4 năm 2003   | Sân vận động Sheriff, Tiraspol, Moldova                    | Moldova     | 1–1       | 1–2     | Vòng loại Euro 2004      |
| 12 | 19 tháng 11 năm 2003 | Amsterdam ArenA, Amsterdam, Hà Lan                         | Scotland    | 3–0       | 6–0     | Vòng loại Euro 2004      |
| 13 | 19 tháng 11 năm 2003 | Amsterdam ArenA, Amsterdam, Hà Lan                         | Scotland    | 4–0       | 6–0     | Vòng loại Euro 2004      |
| 14 | 19 tháng 11 năm 2003 | Amsterdam ArenA, Amsterdam, Hà Lan                         | Scotland    | 6–0       | 6–0     | Vòng loại Euro 2004      |
| 15 | 15 tháng 6 năm 2004  | Sân vận động Dragão, Porto, Bồ Đào Nha                     | Đức         | 1–1       | 1–1     | Euro 2004                |
| 16 | 19 tháng 6 năm 2004  | Sân vận động Municipal Aveiro, Aveiro, Bồ Đào Nha          | Séc         | 2–0       | 2–3     | Euro 2004                |
| 17 | 23 tháng 6 năm 2004  | Sân vận động Municipal Braga, Braga, Bồ Đào Nha            | Latvia      | 1–0       | 3–0     | Euro 2004                |
| 18 | 23 tháng 6 năm 2004  | Sân vận động Municipal Braga, Braga, Bồ Đào Nha            | Latvia      | 2–0       | 3–0     | Euro 2004                |
| 19 | 13 tháng 10 năm 2004 | Amsterdam ArenA, Amsterdam, Hà Lan                         | Phần Lan    | 2–1       | 3–1     | Vòng loại World Cup 2006 |
| 20 | 13 tháng 10 năm 2004 | Amsterdam ArenA, Amsterdam, Hà Lan                         | Phần Lan    | 3–1       | 3–1     | Vòng loại World Cup 2006 |
| 21 | 30 tháng 3 năm 2005  | Sân vận động Philips, Eindhoven, Hà Lan                    | Armenia     | 2–0       | 2–0     | Vòng loại World Cup 2006 |
| 22 | 8 tháng 6 năm 2005   | Sân vận động Olympic Helsinki, Helsinki, Phần Lan          | Phần Lan    | 0–1       | 0–4     | Vòng loại World Cup 2006 |
| 23 | 3 tháng 9 năm 2005   | Sân vận động Hanrapetakan, Yerevan, Armenia                | Armenia     | 0–1       | 0–1     | Vòng loại World Cup 2006 |
| 24 | 7 tháng 9 năm 2005   | Sân vận động Philips, Eindhoven, Hà Lan                    | Andorra     | 3–0       | 4–0     | Vòng loại World Cup 2006 |
| 25 | 7 tháng 9 năm 2005   | Sân vận động Philips, Eindhoven, Hà Lan                    | Andorra     | 4–0       | 4–0     | Vòng loại World Cup 2006 |
| 26 | 27 tháng 5 năm 2006  | De Kuip, Rotterdam, Hà Lan                                 | Cameroon    | 1–0       | 1–0     | Giao hữu                 |
| 27 | 4 tháng 6 năm 2006   | De Kuip, Rotterdam, Hà Lan                                 | Úc          | 1–0       | 1–1     | Giao hữu                 |
| 28 | 16 tháng 6 năm 2006  | Sân vận động Gottlieb Daimler, Stuttgart, Đức              | Bờ Biển Ngà | 2–0       | 2–1     | World Cup 2006           |
| 29 | 8 tháng 9 năm 2007   | Amsterdam ArenA, Amsterdam, Hà Lan                         | Bulgaria    | 2–0       | 2–0     | Vòng loại Euro 2008      |
| 30 | 12 tháng 9 năm 2007  | Sân vận động Qemal Stafa, Tirana, Albania                  | Albania     | 0–1       | 0–1     | Vòng loại Euro 2008      |
| 31 | 29 tháng 5 năm 2008  | Sân vận động Philips, Eindhoven, Hà Lan                    | Đan Mạch    | 1–0       | 1–1     | Giao hữu                 |
| 32 | 9 tháng 6 năm 2008   | Stade de Suisse, Berne, Thụy Sĩ                            | Ý           | 1–0       | 3–0     | Euro 2008                |
| 33 | 21 tháng 6 năm 2008  | St. Jakob-Park, Basel, Thụy Sĩ                             | Nga         | 1–1       | 1–3     | Euro 2008                |
| 34 | 3 tháng 9 năm 2010   | Sân vận động Olimpico (San Marino), Serravalle, San Marino | San Marino  | 5–0       | 5–0     | Vòng loại Euro 2012      |
| 35 | 29 tháng 3 năm 2011  | Amsterdam ArenA, Amsterdam, Hà Lan                         | Hungary     | 3–3       | 5–3     | Vòng loại Euro 2012      |

Sự nghiệp Huấn luyện
| Đội bóng      | Từ                  | Đến       | Thành tích | Thành tích | Thành tích | Thành tích | Thành tích      |
| Đội bóng      | Từ                  | Đến       | Trận       | T          | H          | B          | Tỉ lệ thắng (%) |
| ------------- | ------------------- | --------- | ---------- | ---------- | ---------- | ---------- | --------------- |
| PSV Eindhoven | 19 tháng 5 năm 2022 | Hiện tại  | 4          | 3          | 1          | 0          | 75.00           |
| Tổng cộng     | Tổng cộng           | Tổng cộng | 4          | 3          | 1          | 0          | 75.00           |

## Danh hiệu

### Cầu thủ
PSV
- Eredivisie: 1999–2000, 2000–01
- Johan Cruyff Shield: 1998

Manchester United
- Premier League: 2002–03[4]
- FA Cup: 2003–04
- Football League Cup: 2005–06
- FA Community Shield: 2003

Real Madrid
- La Liga: 2006–07, 2007–08
- Supercopa de España: 2008

### Huấn luyện viên
PSV
- KNVB Cup: 2022–23[5]
- Johan Cruyff Shield: 2022[6]

##### Cá nhân
- Vua phá lưới Eredivisie: 1998–99, 1999–2000
- Vua phá lưới Champions League: 2001–02, 2002–03, 2004–05
- Vua phá lưới Premier League: 2002–03
- Vua phá lưới La Liga (Pichichi): 2006–07
- Vua kiến tạo Champions League: 2001-02
- Cầu thủ xuất sắc nhất Hà Lan: 1999, 2000
- Cầu thủ chuyên nghiệp xuất sắc nhất Anh do Hiệp hội các cầu thủ Anh (PFA) bầu chọn: 2002
- Tiền đạo xuất sắc nhất Cúp C1 châu Âu: 2001–02